# Rhinolophus keyensis
Rhinolophus keyensis är en fladdermusart som beskrevs av Peters 1871. Rhinolophus keyensis ingår i släktet Rhinolophus och familjen hästskonäsor. IUCN kategoriserar arten globalt som otillräckligt studerad. Inga underarter finns listade i Catalogue of Life. Wilson & Reeder (2005) skiljer mellan fyra underarter.
Denna fladdermus förekommer på flera mindre öar i Sydostasien samt i den australiska regionen, bland annat på Lombok, Timor, Sumbawa och Komodo. Individerna vilar främst i grottor. Annars är nästan inget känt om artens levnadssätt.